# Базуєво (Тверська область)
Базуєво (рос. Базуево) — присілок в Андреапольському районі Тверської області Російської Федерації.
Населення становить 1 особу. Входить до складу муніципального утворення Андреапольський округ.

## Історія
Від 2006 до 2019 року входило до складу муніципального утворення Луговське сільське поселення.

## Населення
| 2002 | 2010 |
| ---- | ---- |
| 12   | ↘1   |